# Élections législatives de 1981 dans l'Eure
Les élections législatives françaises de 1981 dans l'Eure se déroulent les 14 et 21 juin 1981.

## Élus
| Circonscription | Député sortant                             | Parti | Parti    | Député élu ou réélu    | Parti | Parti |
| --------------- | ------------------------------------------ | ----- | -------- | ---------------------- | ----- | ----- |
| 1re             | Pierre Monfrais                            |       | UDF (PR) | Luc Tinseau            |       | PS    |
| 2e              | Claude Michel                              |       | PS       | Claude Michel          |       | PS    |
| 3e              | Philippe Pontet Suppléant de Rémy Montagne |       | UDF (PR) | François Loncle        |       | MRG   |
| 4e              | Jacques Tailleur                           |       | RPR      | Freddy Deschaux-Beaume |       | PS    |

## Positionnement des partis
Le Parti socialiste et le Mouvement des radicaux de gauche présentent des candidatures communes dans les quatre circonscriptions : les deux partis soutiennent les socialistes Luc Tinseau, Claude Michel (député sortant) et Freddy Deschaux-Beaume et le radical de gauche François Loncle. Quant au Parti communiste français, il se présente dans l'ensemble des circonscriptions sous l'appellation « majorité d'union de la gauche ».
Du côté de la majorité sortante, réunie dans l'Union pour la nouvelle majorité (UNM), elle soutient elle aussi des candidats dans les quatre circonscriptions euroises, dont trois députés sortants. Dans la 3e circonscription (Louviers), Philippe Pontet, suppléant de Rémy Montagne en 1978, est cette fois-ci candidat titulaire et dans la 4e (Les Andelys), Jacques Tailleur est candidat à sa réélection, quelques mois après son élection lors d'une législative partielle, succédant à René Tomasini, devenu sénateur. Dans le détail, on compte 3 candidats RPR et 3 UDF.
Enfin, le Parti socialiste unifié présente deux candidats sous l'étiquette « Alternative 81 » dans les circonscriptions d'Évreux (1re) et des Andelys (4e), les écologistes deux candidats dans ces mêmes circonscriptions, et l'extrême droite se présente dans les 1re et 3e circonscriptions.

## Résultats

### Résultats à l'échelle du département
| Parti          | Parti                              | Premier tour | Premier tour | Second tour | Second tour | Sièges |
| Parti          | Parti                              | Voix         | %            | Voix        | %           | Sièges |
| -------------- | ---------------------------------- | ------------ | ------------ | ----------- | ----------- | ------ |
|                | Parti socialiste                   | 62 009       | 27,72        | 95 753      | 39,82       | 3      |
|                | Parti communiste français          | 32 034       | 14,32        | Retrait     | Retrait     | 0      |
|                | Mouvement des radicaux de gauche   | 23 819       | 10,65        | 33 431      | 13,90       | 1      |
|                | Majorité présidentielle            | 117 862      | 52,68        | 129 184     | 53,72       | 4      |
|                |                                    |              |              |             |             |        |
|                | Union pour la démocratie française | 67 071       | 29,98        | 84 283      | 35,05       | 0      |
|                | Rassemblement pour la République   | 33 930       | 15,17        | 27 026      | 11,24       | 0      |
|                | Union pour la nouvelle majorité    | 101 001      | 45,14        | 111 309     | 46,28       | 0      |
|                |                                    |              |              |             |             |        |
|                | Divers écologiste                  | 2 657        | 1,19         |             |             | 0      |
|                | Parti socialiste unifié            | 1 393        | 0,62         | 0           |             |        |
|                | Extrême droite                     | 820          | 0,37         | 0           |             |        |
|                |                                    |              |              |             |             |        |
| Inscrits       | Inscrits                           | 308 429      | 100,00       | 308 400     | 100,00      | 4      |
| Abstentions    | Abstentions                        | 81 787       | 26,52        | 64 434      | 20,89       |        |
| Votants        | Votants                            | 226 642      | 73,48        | 243 966     | 79,11       |        |
| Blancs et nuls | Blancs et nuls                     | 2 909        | 1,28         | 3 473       | 1,42        |        |
| Exprimés       | Exprimés                           | 223 733      | 98,72        | 240 493     | 98,58       |        |

### Résultats par circonscription

#### Première circonscription (Évreux)
| Candidat       | Candidat                | Parti             | Premier tour | Premier tour | Second tour | Second tour |  |
| Candidat       | Candidat                | Parti             | Voix         | %            | Voix        | %           |  |
| -------------- | ----------------------- | ----------------- | ------------ | ------------ | ----------- | ----------- |  |
|                | Pierre Monfrais sortant | UDF (PR)          | 29 520       | 44,78        | 34 122      | 47,9        |  |
|                | Luc Tinseau élu         | PS                | 21 836       | 33,13        | 37 119      | 52,1        |  |
|                | Rolland Plaisance       | PCF               | 11 071       | 16,8         |             |             |  |
|                | Michel Garcia           | Divers écologiste | 1 643        | 2,49         |             |             |  |
|                | Gabriel Cailliot        | PSU               | 1 028        | 1,56         |             |             |  |
|                | Pierre Surgeon          | FN                | 818          | 1,24         |             |             |  |
|                |                         |                   |              |              |             |             |  |
| Inscrits       | Inscrits                | Inscrits          | 93 800       | 100,00       | 93 789      | 100,00      |  |
| Abstentions    | Abstentions             | Abstentions       | 26 970       | 28,75        | 21 450      | 22,87       |  |
| Votants        | Votants                 | Votants           | 66 830       | 71,25        | 72 339      | 77,13       |  |
| Blancs et nuls | Blancs et nuls          | Blancs et nuls    | 914          | 1,37         | 1 098       | 1,52        |  |
| Exprimés       | Exprimés                | Exprimés          | 65 916       | 98,63        | 71 241      | 98,48       |  |

#### Deuxième circonscription (Bernay)
| Candidat       | Candidat                    | Parti          | Premier tour | Premier tour | Second tour | Second tour |  |
| Candidat       | Candidat                    | Parti          | Voix         | %            | Voix        | %           |  |
| -------------- | --------------------------- | -------------- | ------------ | ------------ | ----------- | ----------- |  |
|                | Claude Michel sortant réélu | PS             | 21 298       | 45,96        | 27 093      | 54,19       |  |
|                | Ladislas Poniatowski        | UDF (PR)       | 16 646       | 35,92        | 22 903      | 45,81       |  |
|                | Pierre Desprez              | RPR (UNM)      | 5 296        | 11,43        |             |             |  |
|                | Denis Saint-Thaurin         | PCF            | 3 103        | 6,7          |             |             |  |
|                |                             |                |              |              |             |             |  |
| Inscrits       | Inscrits                    | Inscrits       | 63 045       | 100,00       | 63 043      | 100,00      |  |
| Abstentions    | Abstentions                 | Abstentions    | 16 149       | 25,62        | 12 383      | 19,64       |  |
| Votants        | Votants                     | Votants        | 46 896       | 74,38        | 50 660      | 80,36       |  |
| Blancs et nuls | Blancs et nuls              | Blancs et nuls | 553          | 1,18         | 664         | 1,31        |  |
| Exprimés       | Exprimés                    | Exprimés       | 46 343       | 98,82        | 49 996      | 98,69       |  |

#### Troisième circonscription (Louviers)
| Candidat       | Candidat                | Parti          | Premier tour | Premier tour | Second tour | Second tour |  |
| Candidat       | Candidat                | Parti          | Voix         | %            | Voix        | %           |  |
| -------------- | ----------------------- | -------------- | ------------ | ------------ | ----------- | ----------- |  |
|                | François Loncle élu     | MRG            | 23 818       | 42,07        | 33 496      | 55,2        |  |
|                | Philippe Pontet sortant | UDF (PR)       | 20 904       | 36,92        | 27 189      | 44,8        |  |
|                | Jean-Pierre Binay       | PCF            | 7 187        | 12,69        |             |             |  |
|                | Georges Le Coadou       | RPR (UNM)      | 4 708        | 8,31         |             |             |  |
|                | Hervé Le Pouriel        | PFN            | 4            | 0,01         |             |             |  |
|                |                         |                |              |              |             |             |  |
| Inscrits       | Inscrits                | Inscrits       | 78 062       | 100,00       | 78 067      | 100,00      |  |
| Abstentions    | Abstentions             | Abstentions    | 20 651       | 26,45        | 16 476      | 21,1        |  |
| Votants        | Votants                 | Votants        | 57 411       | 73,55        | 61 591      | 78,9        |  |
| Blancs et nuls | Blancs et nuls          | Blancs et nuls | 790          | 1,38         | 906         | 1,47        |  |
| Exprimés       | Exprimés                | Exprimés       | 56 621       | 98,62        | 60 685      | 98,53       |  |

#### Quatrième circonscription (Les Andelys)
| Candidat       | Candidat                   | Parti             | Premier tour | Premier tour | Second tour | Second tour |  |
| Candidat       | Candidat                   | Parti             | Voix         | %            | Voix        | %           |  |
| -------------- | -------------------------- | ----------------- | ------------ | ------------ | ----------- | ----------- |  |
|                | Jacques Tailleur sortant   | RPR (UNM)         | 23 911       | 43,59        | 27 026      | 46,14       |  |
|                | Freddy Deschaux-Beaume élu | PS                | 18 875       | 34,41        | 31 547      | 53,86       |  |
|                | Marcel Larmanou            | PCF               | 10 688       | 19,48        | Retrait     | Retrait     |  |
|                | Anne-Marie Chevalier       | Divers écologiste | 1 014        | 1,85         |             |             |  |
|                | Roger Coulon               | PSU               | 365          | 0,67         |             |             |  |
|                |                            |                   |              |              |             |             |  |
| Inscrits       | Inscrits                   | Inscrits          | 73 501       | 100,00       | 73 496      | 100,00      |  |
| Abstentions    | Abstentions                | Abstentions       | 18 020       | 24,52        | 14 137      | 19,24       |  |
| Votants        | Votants                    | Votants           | 55 481       | 75,48        | 59 359      | 80,76       |  |
| Blancs et nuls | Blancs et nuls             | Blancs et nuls    | 628          | 1,13         | 786         | 1,32        |  |
| Exprimés       | Exprimés                   | Exprimés          | 54 853       | 98,87        | 58 573      | 98,68       |  |